# Designpanoptikum
Das Designpanoptikum –  Surreales Museum für industrielle Objekte ist ein Museum in Berlin-Mitte. Das Designpanoptikum befindet sich in der Poststraße im historischen Nikolaiviertel unweit der Nikolaikirche.
Im Museum werden historische Nutzgegenstände aus den Bereichen der Medizin, der Filmindustrie, dem Sport, der Luftfahrt, dem Baugewerbe, der Industrie, dem Haushalt und andere Objekte des Alltags gezeigt.

## Besondere Exponate
- Filmprojektoren von Zeiss Ikon
- Reproduktionskamera der Firma Falz & Werner aus Leipzig
- zwei identische Filmprojektoren aus der Parteischule der SED von Meopta
- Plattenkamera
- Eiserne Lunge
- Röntgenkugeln von Siemens
- Schleudersitz der Firma  Martin-Baker
- Höhensonnen
- Triebwerksabdeckung einer An-26
- Operationstische von Maquet
- Zahnarztstühle

Im Lichtbildpanoptikum, einer im Museum integrierten Fotogalerie, stellt der Fotograf Vlad Korneev seine Werke aus.

## Ausstellungsgestaltung

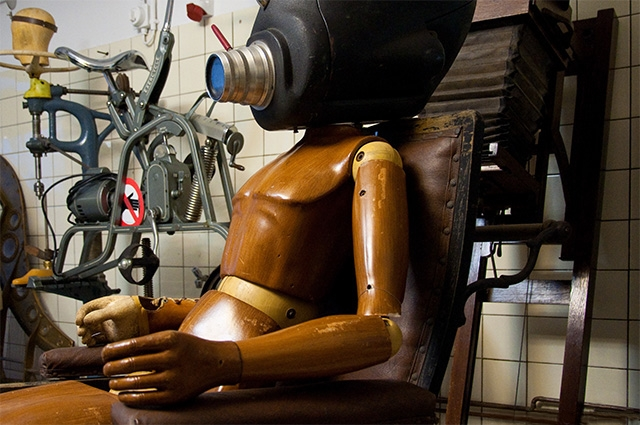
Im Inneren des Museums

Im Mittelpunkt stehen nicht einzelne Objekte, sondern wie in einer Wunderkammer deren Anordnung und Zusammenstellung, die überraschen und Assoziationen wecken sollen. Die Setzung des Lichts und die Verbindung der Objekte mit den unterschiedlichen Räumen zielen darauf ab, ein großes, begehbares Kunstwerk zu schaffen.
Schilder oder Beschreibungen an den Exponaten, wie man sie aus anderen Museen oder Galerien kennt, gibt es nicht. Die Ausstellung ist darauf ausgerichtet, die Wechselwirkung der Formen und der oft surreal neu interpretierten Funktionen der Gegenstände hervorzuheben, die aufgrund ihres Alters auf die Betrachter oft befremdlich wirken.

## Geschichte
Das Museum geht auf Korneevs Sammlung von seltenen Nutzgegenständen aus verschiedenen Jahrhunderten zurück. Während seiner Anstellung als erster Assistent bei Werner Bokelberg in Hamburg begann er nach außergewöhnlichen Requisiten für seine Fotografien Ausschau zu halten. Ursprünglich befand sich ein gleichnamiges Laden-Museum in Schwerin am  Markt unter Korneevs Leitung. Am 4. November 2010 eröffnete er schließlich das Designpanoptikum in der Torstraße 201. 2017 zog Korneevs stets wachsende Sammlung in eine größere Ausstellungsfläche in der Poststraße 7, Nikolaiviertel, wo sie aktuell zu besichtigen ist.